# 道央・道北ブロックリーグ
道央・道北ブロックリーグ（どうおう・どうほくブロックリーグ）は、北海道の道央・道北地域で行われるサッカーリーグである。

## 概要・レギュレーション
2019年、道央ブロックリーグおよび道北ブロックリーグを統合し、道央・道北ブロックリーグが発足した。
なお、リーグ統合後も全国クラブチームサッカー選手権大会北海道予選大会には道央、道北各ブロック代表チームが参加する。
以下の地区協会のクラブチームが参加する。
- 千歳地区サッカー協会 - 石狩管内南部（千歳市・恵庭市・北広島市）
  - 地区リーグ - 千歳地区社会人サッカーリーグ[4]
- 小樽地区サッカー協会 - 後志管内
  - 地区リーグ - 小樽地区社会人サッカーリーグ（1部制）
- 空知地区サッカー協会 - 空知管内南部
  - 地区リーグ - 休止中[注 1]
- 北空知地区サッカー協会 - 空知管内中部・北部
  - 地区リーグ - 北空知地区FAリーグ（1種・2種合同）[6][7]
- 旭川地区サッカー協会 - 上川・留萌管内南部
  - 地区リーグ - 旭川社会人サッカーリーグ（2部制）
- 道北地区サッカー協会 - 上川・留萌管内北部（士別市・名寄市等[7]）
  - 地区リーグ - 休止中[注 2]
- 宗谷地区サッカー協会 - 宗谷管内
  - 地区リーグ - 休止中[注 3]

### 方式
4チームによる3回戦総当たりで行われる。2021年までは6チームによる2回戦総当たり、2022年は5チーム、2023年は4チームによる2回戦総当たりで開催された。

### 昇格・降格に関して
- 優勝チームはブロックリーグ決勝大会の参加権を得る。同大会で定められた成績を収めると北海道サッカーリーグに昇格となる。
- 各地区の下位のチームは各地区リーグの代表チームと入替戦を行う。引き分けの場合はブロックリーグ所属チームの残留となる。

### 主な試合会場
原則としてホーム・アンド・アウェーで開催されるものの、他地区の会場を利用する場合もある。
- 千歳地区：臨空公園サッカー場（千歳市）、恵庭公園陸上競技場（恵庭市）
- 小樽地区：望洋サッカー・ラグビー場（小樽市）、都運動公園サッカー場（赤井川村）
- 空知地区：東山公園陸上競技場、岡山スポーツフィールド（以上岩見沢市）
- 北空知地区：寿公園サッカー場（奈井江町）、なまこ山総合運動公園（芦別市）
- 旭川地区：東光スポーツ公園球技場、カムイの杜多目的運動場、忠和公園多目的広場（以上旭川市）

## 参加クラブ（2025年）
| チーム               | 地区 | 前年度成績 | 備考 |
| -------------------- | ---- | ---------- | ---- |
| 北蹴会 岩見沢        | 空知 | 北海道7位  |      |
| 旭蹴会               | 旭川 | 北海道8位  |      |
| KAMUI FC HIGASHIKAWA | 旭川 | 優勝       |      |
| 旭川大雪クラシックSC | 旭川 | 2位        |      |

北空知地区のクラブは2024年、小樽地区のクラブは2023年、千歳地区のクラブは2021年を最後にそれぞれ参加していない。宗谷地区および道北地区のクラブは道央・道北ブロックリーグ発足以降参加していない。

## 結果
- 太字 ：北海道リーグ昇格

| 年度 | 1位                  | 2位                  | 3位              | 4位                  | 5位                  | 6位         | 出典            |
| ---- | -------------------- | -------------------- | ---------------- | -------------------- | -------------------- | ----------- | --------------- |
| 2019 | 旭蹴会               | VERDELAZZO旭川       | サンクFCくりやま | Canale小樽           | BIG1 SC              | CLUBE TREVO | [ 13 ]          |
| 2020 | 旭蹴会               | サンクFCくりやま     | VERDELAZZO旭川   | BIG1 SC              | CLUBE TREVO          | Canale小樽  | [ 14 ]          |
| 2021 | サンクFCくりやま     | VERDELAZZO旭川       | CLUBE TREVO      | Canale小樽           | 旭川FC 2000selection | BIG1 SC     | [ 15 ] [ 注 4 ] |
| 2022 | 旭蹴会               | KAMUI FC2000         | VERDELAZZO旭川   | Canale小樽           | CLUBE TREVO          |             | [ 16 ]          |
| 2023 | Canale小樽           | VERDELAZZO旭川       | CLUBE TREVO      | KAMUI FC HIGASHIKAWA |                      |             | [ 17 ]          |
| 2024 | KAMUI FC HIGASHIKAWA | 旭川大雪クラシックSC | スペリオーレ     | BIEI・FC・Grazie     |                      |             | [ 18 ]          |

## 過去の参加クラブ
千歳地区
- BIG1 SC（2019年 - 2021年）

小樽地区
- Canale小樽（2019年 - 2023年） - 北海道リーグ所属

空知地区
- サンクFCくりやま（現：BTOP北海道）（2019年 - 2021年） - 北海道リーグ所属

北空知地区
- CLUBE TREVO（2019年 - 2023年）
- スペリオーレ（2024年）

旭川地区
- VERDELAZZO旭川（2019年 - 2023年）
- BIEI・FC・Grazie（2024年）